# Farnbach (Steinbach)
Der Farnbach ist ein linker Zufluss zum Steinbach in Oberbayern.
Er verläuft in einem Tal des Taubenbergs von Westen nach Osten und teilt den Berg in seinen Nord- und Südteil. Der Farnbach entspringt an den Saugräben und nimmt noch das Wasser der Quelle des Nüchternbrunn auf. In der Nähe von Fentberg mündet er in den Steinbach.
Das Quellgebiet an den Saugräben gehört zu den ökologisch wertvollsten Flächen des FFH-Gebiets Taubenberg. Dort herrschen die Pflanzengesellschaften Hainsimsen-Tannenwald und Rundblattlabkraut-Tannenwald vor, die durch einen besonders hohen Anteil der Weißtanne im Baumbestand über Kalkquellmooren geprägt werden. Im Gebiet brüten der Schwarzstorch und das Auerhuhn.

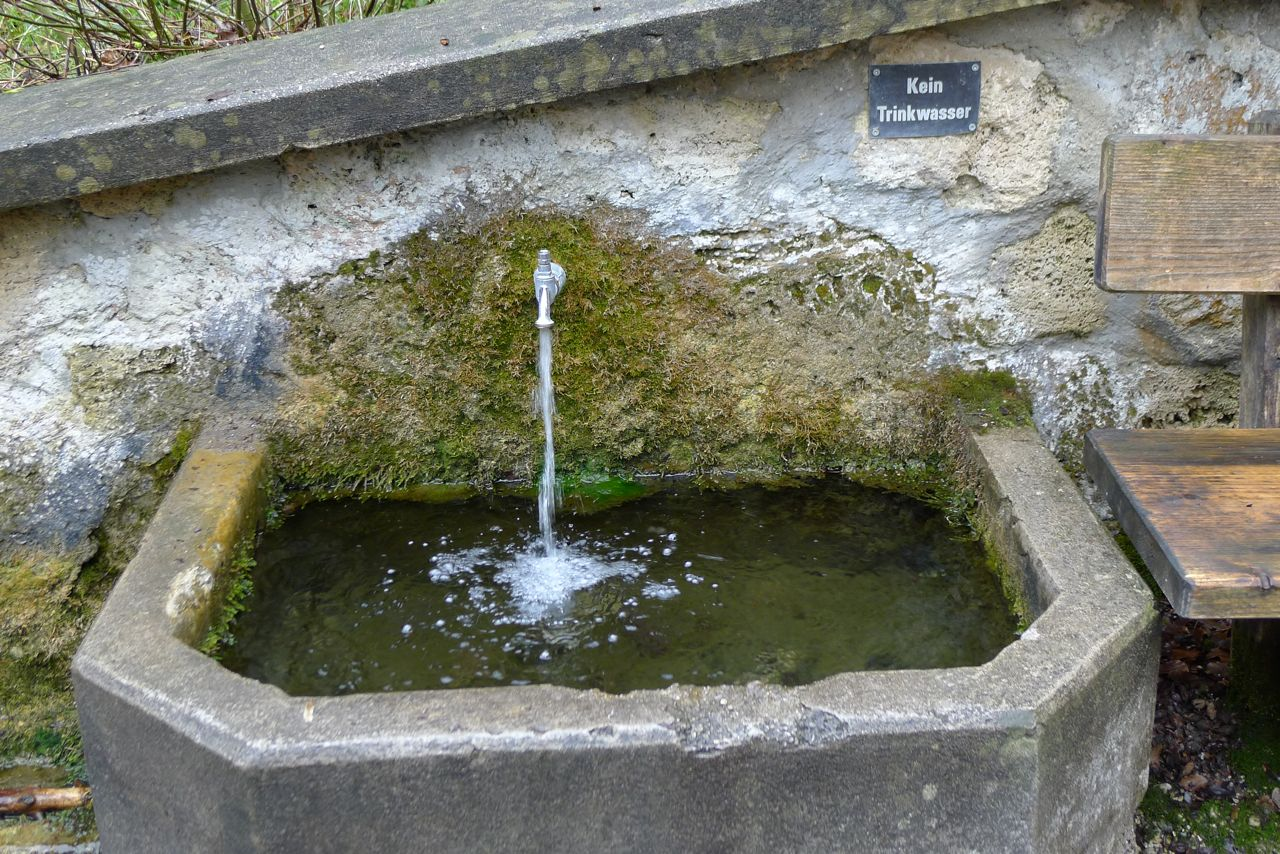
Heutige Quellfassung des Nüchternbrunn

Die Quelle des Nüchternbrunn gilt als heilträchtig und der Mater Dolorosa geweiht. An ihr steht seit 1710 die Wallfahrtskapelle Nüchternbrunn. Gleichzeitig wurde die Quelle in einem Brunnhaus so gefasst, dass der „Quell den fünf Wunden des Gekreuzigten entsprang.“ 1947 wurde die barocke Quellfassung beseitigt, weil sie nicht mehr dem Zeitgeschmack entsprach. Die Quelle wurde stattdessen verrohrt und ergießt sich in ein einfaches Betonbecken.
Entlang dem Farnbachtal verläuft der Meditationsweg, der einen Teil des Jakobsweg-Netzes bildet und von Bad Aibling über Irschenberg und Weyarn nach Holzkirchen ausgeschildert ist.